# Натаго Арам
Натаго Арам Бакар (д/н — бл. 1767) — брак (володар) держави Ваало в 1757—1767 роках.

## Життєпис
Походив з династії Мбодж. Молодший син Арам Бакара (Баку) та Фари Кондами з гілки Меен династії Теед'єк. Про молоді роки відомостей обмаль. Ймовірно за правління свого стрийка — брака Бер Т'яаки разом з двома братами Єрім Мбан'їком і Нд'як Арам Бакаром очолив повстання. Причиною стало те, що брак призначив своїми спадкоємцями синів сестри з гілки Логгар. Проте брати зазнали поразки, внаслідок чого втекли до імперії Фута-Торо, де отримали підтримку від тамтешнього володаря Сулей Нджая II.
1716 року Натаго Арам з братами повернутися до Ваало. В подальшому брав участь у численних походах проти сусідів. 1757 року після смерті брата — брака Нд'як Арам Бакара був обраний новим володарем Ваало.
1758 року французьку колонію Сен-Луї захопив британський флот (в цей час тривала Семирічна війна). Спочатку стосунки брака з британцями були непоганими. Втім нові колоністи відмовилися від торгівлі гуміарабіком, що був до того головним експортним товаром, зосередившись на работоргівлі. Це загалом мало негативні наслідки для Ваало.
1759 року Натаго Арам допоміг Меїсса Біге повернутися на трон Кайору. посиливши вплив в цій державі, що зберігався до 1766 року. Втім британці намагалися ослабили Ваало, налагодивши самостійну торгівлю з сусідами. Також брак був невдоволений припинення торгівлі гуміарабіком, з приводу чого у 1763—1764 роках вів перемовини з британцями.
1766 року владу в Кайорі отримав Макоду кумба Діаріне, що за допомогою британців намагався зменшити вплив Ваало. Натомість Натаго Арам заборонив англійським купцям пересуватися річкою Сенегал, блокувавши усіляку торгівлю з Сен-Луї. Втім внаслідок збройного конфлікту у 1765 і 1766 роках з Кайором і британським загоном вимушений скасувати свої рішення. Помер Натаго Арам 1767 року. Після цього почалася тривала боротьба за трон між його родичами.